# Siewierz (gmina)
Siewierz – gmina miejsko-wiejska w Polsce położona w województwie śląskim, w powiecie będzińskim. W latach 1975–1998 gmina administracyjnie należała do województwa katowickiego.
Siedziba gminy to Siewierz.

## Nazwa
Nazwę miejscowości w zlatynizowanej staropolskiej formie Syewyor oraz Szyewyor wymienia w latach (1470–1480) Jan Długosz w księdze Liber beneficiorum dioecesis Cracoviensis.

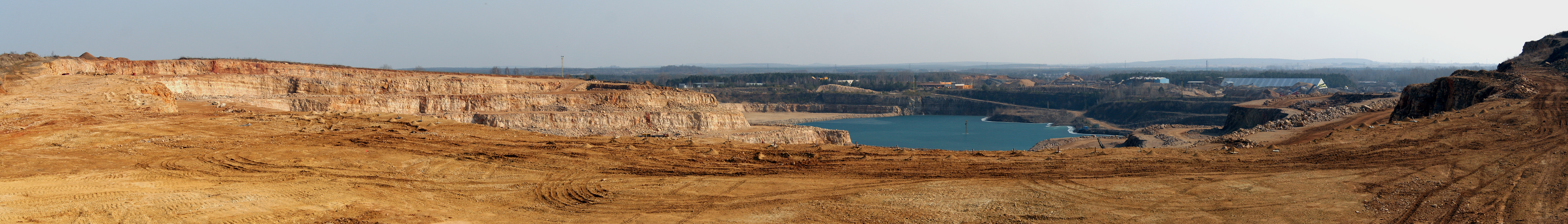
Górnicze Zakłady Dolomitowe w Siewierzu, położone w pobliżu miejscowości Brudzowice

## Demografia
Według danych z 30 czerwca 2004 gminę zamieszkiwało 12 238 osób.

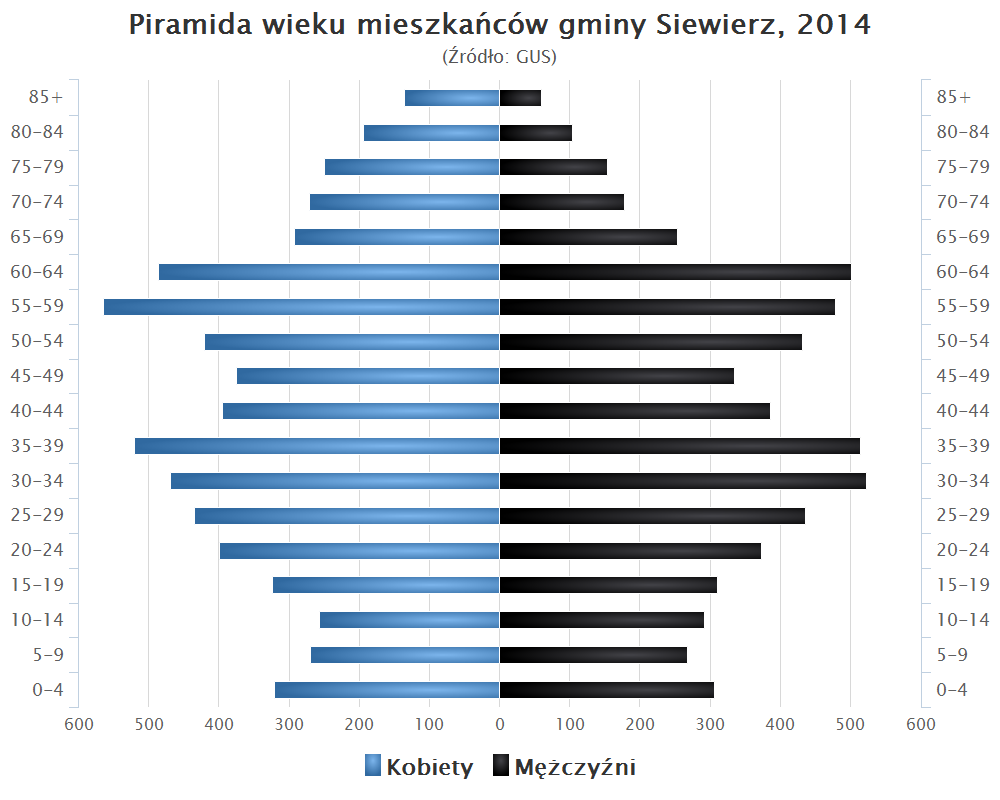
Piramida wieku mieszkańców gminy Siewierz w 2014 roku

Dane z 30 czerwca 2004:
| Opis                              | Ogółem | Ogółem | Kobiety | Kobiety | Mężczyźni | Mężczyźni |
| --------------------------------- | ------ | ------ | ------- | ------- | --------- | --------- |
| jednostka                         | osób   | %      | osób    | %       | osób      | %         |
| populacja                         | 12 238 | 100    | 6297    | 51,5    | 5941      | 48,5      |
| gęstość zaludnienia (mieszk./km²) | 105,7  | 105,7  | 54,4    | 54,4    | 51,3      | 51,3      |

## Struktura powierzchni
Według danych z roku 2002 gmina Siewierz ma obszar 115,76 km², w tym:
- użytki rolne: 55%
- użytki leśne: 30%

Gmina stanowi 31,45% powierzchni powiatu.

## Sołectwa
Brudzowice, Dziewki, Gołuchowice, Leśniaki, Nowa Wioska, Podwarpie, Tuliszów, Warężyn, Wojkowice Kościelne, Żelisławice.

## Pozostałe miejscowości
Czekanka, Dzierżawa, Hektary, Kuźnica Piaskowa, Kuźnica Podleśna, Kuźnica Warężyńska, Marcinków, Podwarężyn, Przedwarężyn, Słowik, Zawarpie.

## Sąsiednie gminy
Dąbrowa Górnicza, Koziegłowy, Łazy, Mierzęcice, Myszków, Ożarowice, Poręba